# Sunds Sø
Sunds Sø är en sjö i Danmark.   Den ligger utanför samhället Sunds i Hernings kommun, Region Mittjylland, 230 km väster om Köpenhamn. Sunds Sø ligger 42 meter över havet.  Arean är 1,2 kvadratkilometer.